# Iszló
Iszló (románul: Isla) falu Romániában Maros megyében. Közigazgatásilag Székelyhodos községhez tartozik.

## Fekvése
Marosvásárhelytől 19 km-re északkeletre az Iszló-patak völgyében fekszik.

## Története
A hagyomány szerint nevét egy idetelepült Iszla nevű ősről kapta. A Haramcsa nevű szőlőben állítólag egykor templom állt. 1910-ben 449, túlnyomórészt magyar lakosa volt. A trianoni békeszerződésig Maros-Torda vármegye Nyárádszeredai járásához tartozott. 1992-ben 375 lakosából 283 magyar, 84 cigány és 8 román volt.

## Látnivalók
- Unitárius temploma a 18. század elején épült.
- Római katolikus temploma 1912-ben épült.
- Ortodox temploma is van.

## Birtokosai
Iszlay, Birtók, Mátyási, Bósó családok.